# Чолово (посёлок)
Чолово — посёлок в Ям-Тёсовском сельском поселении Лужского района Ленинградской области.

## История
ЧЕРЕМНА — деревня при реке Череменке. Череменского сельского общества, прихода села Никольского.
 
Крестьянских дворов — 54. Строений — 280, в том числе жилых — 50. Водяная мельница, мелочная лавка. 

Число жителей по семейным спискам 1879 г.: 164 м. п., 168 ж. п.; по приходским сведениям 1879 г.: 161 м. п., 160 ж. п.

Сборник Центрального статистического комитета описывал её так:

ЧЕРЕМНА — деревня бывшая удельная при реке Череменке, дворов — 50, жителей — 341; Часовня, школа, лавка. (1885 год)

В конце XIX — начале XX века деревня административно относилась к Тёсовской волости 5-го стана 3-го земского участка Новгородского уезда Новгородской губернии.

ЧЕРЕМНА (ЧЕРЕМЫТКА) — Череменского сельского общества, дворов — 82, жилых домов — 82, число жителей: 210 м. п., 241 ж. п. 

Занятия жителей — земледелие, работа на железной дороге. Две часовни, хлебозапасный магазин, дёгтный завод, водяная мельница, три мелочные лавки, пивная лавка. (1907 год)

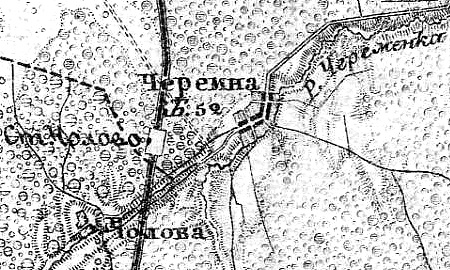
Земли посёлка Чолово на карте 1915 года

Согласно карте из «Исторического атласа Санкт-Петербургской Губернии» 1915 года на месте современного посёлка находилась деревня Черемна, которая насчитывала 52 крестьянских двора.
С 1917 по 1927 год деревня Черемно входила в состав Тёсовской волости Новгородского уезда Новгородской губернии.
С 1927 года, в составе Череменского сельсовета Оредежского района.
В 1928 году население деревни Черемно составляло 487 человек.
По данным 1933 года деревня Черемно являлась административным центром Череменского сельсовета Оредежского района, в который входили 3 населённых пункта: деревни Клуколово, Челово и Черемно, общей численностью населения 762 человека.
По данным 1936 года в состав Череменского сельсовета с центром в деревне Черемно входили 4 населённых пункта, 204 хозяйства и 3 колхоза.
Деревня была освобождена от немецко-фашистских оккупантов 7 февраля 1944 года.
С 1959 года, в составе Лужского района.
В 1965 году население деревни Черемно составляло 140 человек.
По данным 1966 года в состав Череменского сельсовета Лужского района входил посёлок Чолово, административным центром сельсовета была смежная с ним деревня Черемно.
По данным 1973 года посёлок Чолово являлся административным центром Чоловского сельсовета, деревня Черемно в составе сельсовета отсутствует.
По данным 1990 года посёлок Чолово входил в состав Приозёрного сельсовета.
По данным 1997 года в посёлке Чолово Приозёрной волости проживали 143 человека, в 2002 году — 114 человек (русские — 95 %).
В 2007 году в посёлке Чолово Ям-Тёсовского СП проживали 88 человек, в 2010 году — 84.

## География
Посёлок расположен в восточной части района на автодороге 41К-662 (Оредеж — Тёсово-4 — Чолово).
Расстояние до административного центра поселения — 26 км.
Расстояние до районного центра — 80 км.
В посёлке расположена железнодорожная станция Чолово. 
Посёлок находится на левом берегу реки Череменка.

## Демография
| 1879 | 1885 | 1909 | 1928 | 1965 | 1997 | 2007 |
| ---- | ---- | ---- | ---- | ---- | ---- | ---- |
| 332  | ↗341 | ↗452 | ↗487 | ↘140 | ↗143 | ↘88  |
| 2010 | 2017 |      |      |      |      |      |
| ↘84  | ↘71  |      |      |      |      |      |

## Улицы
Береговая, Береговой переулок, Железнодорожная, Жуковского, Заречная, Лесная, Малая Череменская, Малый переулок, Новая, Речная, Северная, Центральная, Череменская.

## Садоводства
Чолово.